# اوپه‌یه
اوپَه‌یَه (به فنلاندی: Ypäjä) یک منطقهٔ مسکونی در فنلاند است که در تاواستیای اصلی واقع شده‌است.